# La Vernotte
La Vernotte ist eine französische Gemeinde im  Département Haute-Saône in der Region Bourgogne-Franche-Comté.

## Geographie
La Vernotte liegt auf einer Höhe von 249 m über dem Meeresspiegel, fünf Kilometer südlich von Fresne-Saint-Mamès und etwa 33 Kilometer nordnordwestlich der Stadt Besançon (Luftlinie). Das Dorf erstreckt sich im Südwesten des Départements, im Saônebecken, auf dem Plateau, das südöstlich an die Saône-Niederung anschließt, am Ostrand des Bois de Saint-Gand.
Die Fläche des 5,53 km² großen Gemeindegebiets umfasst einen Abschnitt der leicht gewellten Landschaft südöstlich der Saône. Der Hauptteil des Gebietes wird von einem Plateau eingenommen, das durchschnittlich auf 240 m liegt. Geologisch zählt das Plateau zum Saônebecken und ist aus tertiären Ablagerungen aufgebaut. Es wird teils landwirtschaftlich genutzt, zeigt aber auch größere Waldflächen. Im Südwesten erstreckt sich das Gemeindeareal in den Bois de Saint-Gand. Mit 262 m wird auf einer Anhöhe beim Gehöft Les Gilles die höchste Erhebung von La Vernotte erreicht. Im Osten wird das Plateau von der Niederung der Jouanne  und im Norden von derjenigen ihres Seitenbaches Ruisseau des Ecornes eingefasst. Diese sorgen für die Entwässerung nach Norden zur Romaine.
Zu La Vernotte gehören neben der eigentlichen Ortschaft mehrere Weiler und Gehöfte:
- Sept-Fontaines (215 m) im Tal der Jouanne
- Les Cordes (235 m) auf dem Plateau südöstlich des Dorfes

Nachbargemeinden von La Vernotte sind Greucourt und Vezet im Norden, Les Bâties im Osten, Frasne-le-Château und Étrelles-et-la-Montbleuse im Süden sowie Saint-Gand im Westen.

## Geschichte
Das Gemeindegebiet von La Vernotte war schon sehr früh besiedelt, was anhand von Überresten eines prähistorischen Siedlungsplatzes bei Les Gilles belegt werden konnte. Im Mittelalter gehörte das Gebiet von La Vernotte zur Freigrafschaft Burgund und darin zum Gebiet des Bailliage d’Amont. Zusammen mit der Franche-Comté gelangte das Dorf mit dem Frieden von Nimwegen 1678 definitiv an Frankreich. Die lokale Herrschaft hatten die Herren von Oiselay inne. Im Jahr 1807 wurde die damals nach dem Weiler Sept-Fontaines benannte Gemeinde mit Saint-Gand fusioniert. Bereits 1824 wurde Sept-Fontaines wieder abgetrennt und bildet seither erneut eine eigenständige Gemeinde. 1898 wurde die Gemeinde in La Vernotte umbenannt. Seit 2007 ist La Vernotte Mitglied des 20 Ortschaften umfassenden Gemeindeverbandes Communauté de communes des Monts de Gy. Das Dorf besitzt keine eigene Kirche; es gehört zur Pfarrei Saint-Gand.

## Bevölkerung
| Jahr                       | 1962 | 1968 | 1975 | 1982 | 1990 | 1999 | 2009 | 2018 |
| Einwohner                  | 98   | 81   | 53   | 55   | 62   | 66   | 73   | 77   |
| Quellen: Cassini und INSEE |      |      |      |      |      |      |      |      |

Mit 77 Einwohnern (1. Januar 2022) gehört La Vernotte zu den kleinsten Gemeinden des Départements Haute-Saône. Nachdem die Einwohnerzahl in der ersten Hälfte des 20. Jahrhunderts deutlich abgenommen hatte (1896 wurden noch 237 Personen gezählt), wurden seit Mitte der 1970er Jahre nur noch geringe Schwankungen verzeichnet.

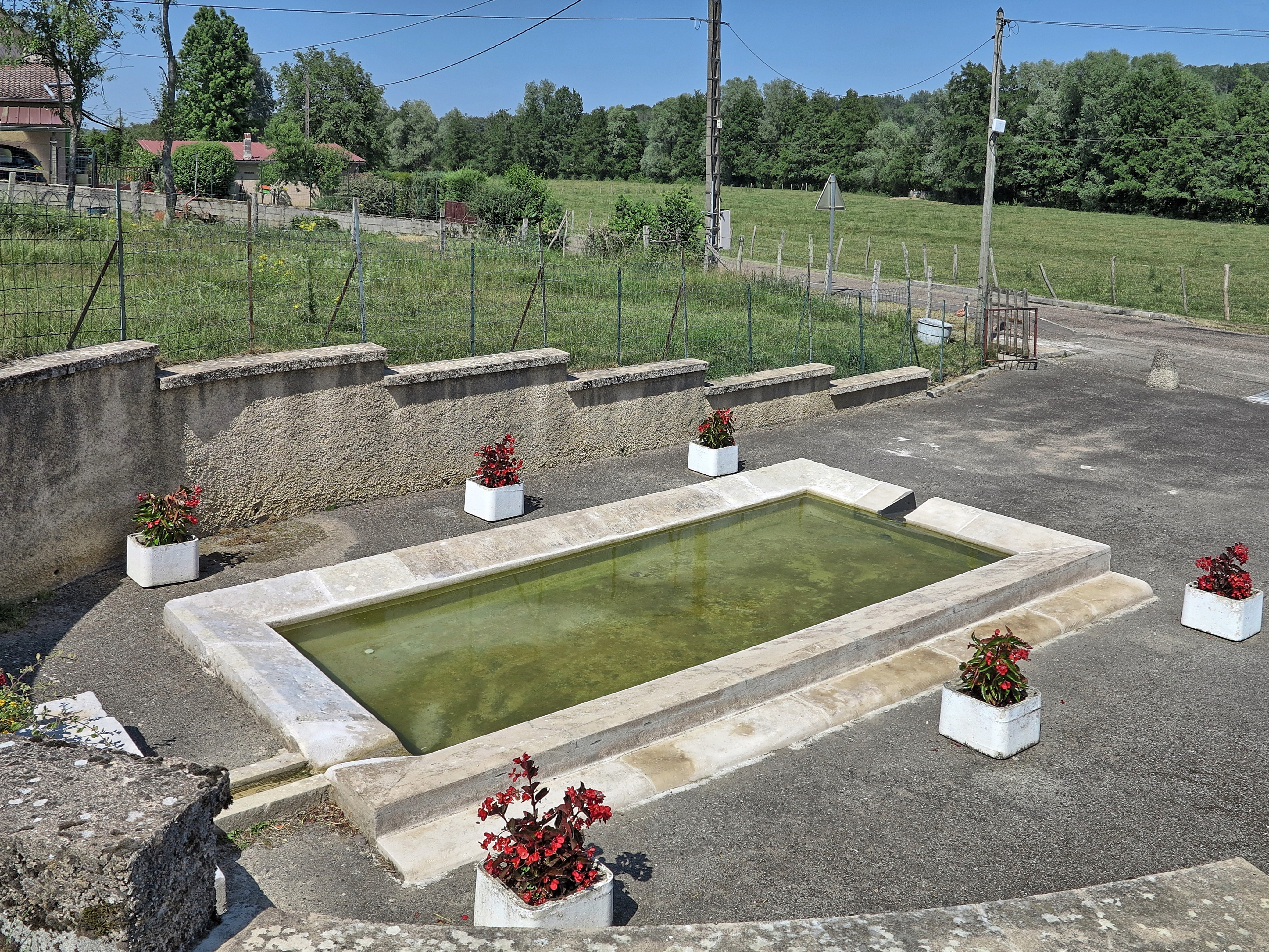
Brunnen, ehemaliger Waschplatz und frühere Viehtränke im Ortsteil Sept-Fontaines

## Wirtschaft und Infrastruktur
La Vernotte war bis weit ins 20. Jahrhundert hinein ein vorwiegend durch die Landwirtschaft (Ackerbau, Obstbau und Viehzucht) und die Forstwirtschaft geprägtes Dorf. Außerhalb des primären Sektors gibt es nur wenige Arbeitsplätze im Dorf. Einige Erwerbstätige sind auch Wegpendler, die in den größeren Ortschaften der Umgebung ihrer Arbeit nachgehen.
Die Ortschaft liegt abseits der größeren Durchgangsachsen an einer Lokalstraße, die von Saint-Gand nach Les Bâties führt. Eine weitere Straßenverbindung besteht mit Greucourt.